# Lübecker Speicher

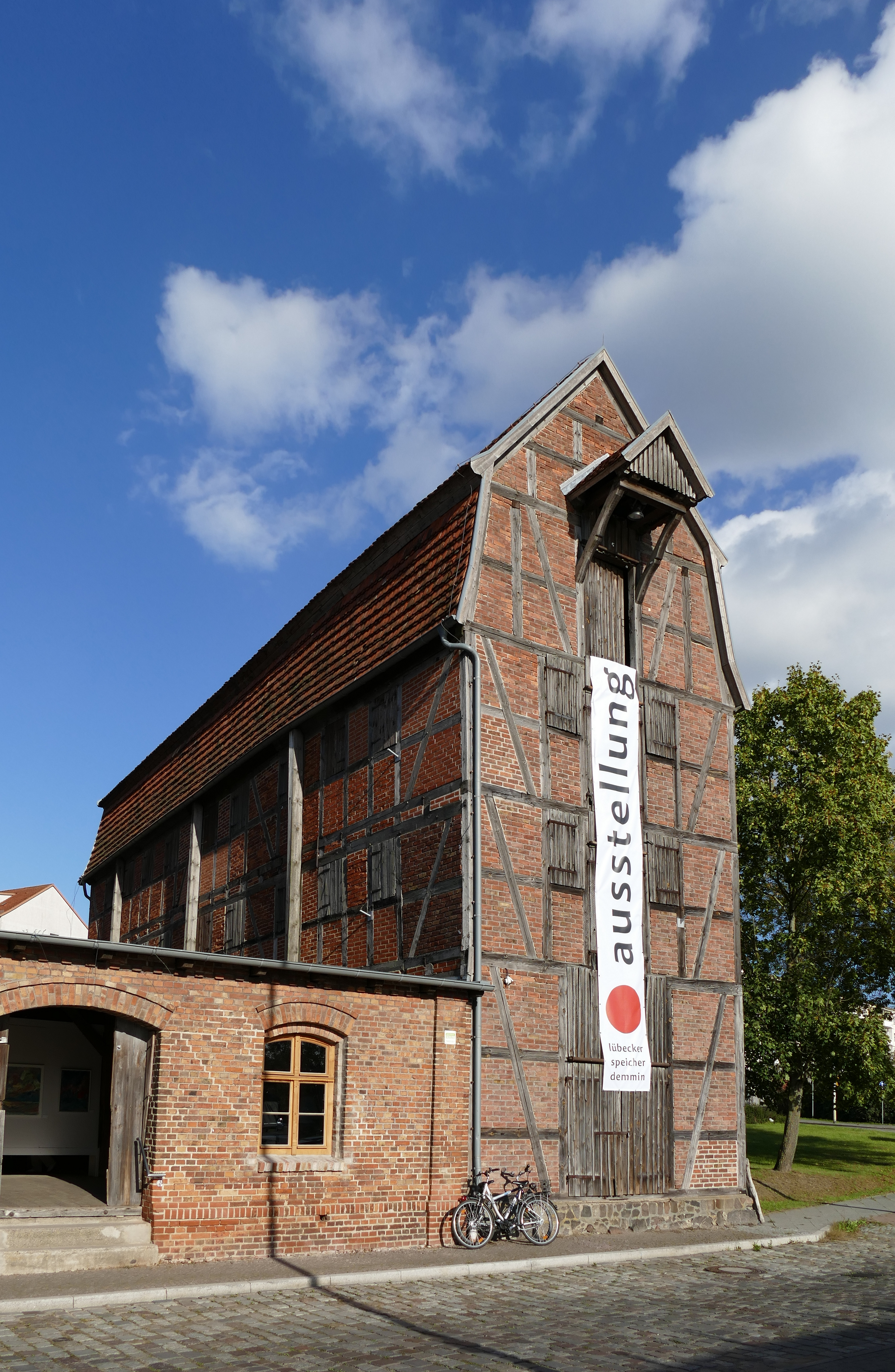
Lübecker Speicher

Der Lübecker Speicher ist ein denkmalgeschützter Getreidespeicher in Demmin im Landkreis Mecklenburgische Seenplatte in Mecklenburg-Vorpommern. Mit dem Klänhammer Speicher und dem Berliner Speicher bildet er das Speicherensemble am Demminer Hafen und gehört zu den Wahrzeichen der Stadt.
Der Speicher wurde um 1815 errichtet, hat einen rechteckigen, schlanken Fachwerkbau und besitzt vier Speichergeschosse. Das Mansarddach ist mit Biberschwanzziegeln gedeckt. Die historische Aufzugstechnik und die Schütthöhenkennzeichnungen für verschiedene Getreidearten sind erhalten geblieben.
1910 wurde westlich ein eingeschossiger Anbau ergänzt.
Seit 2011 betreibt der Verein Lübecker Speicher e. V. das Gebäude als begehbares Denkmal. Neben Kunstausstellungen und Lesungen werden im Lübecker Speicher Informations-, Kabarett- und Musikveranstaltungen durchgeführt.